# Kentaro Sakai
Kentaro Sakai (栄井 健太郎 Sakai Kentaro?), född 19 maj 1975 i Fukuoka prefektur, är en japansk före detta fotbollsspelare.
Sakai började sin karriär 1998 i Avispa Fukuoka. Han avslutade karriären 1999.